# Congreso de Madrid

Emblema del Consejo Federal de la Federación Regional Española de la Asociación Internacional de Trabajadores.

El Congreso de Madrid fue el IV Congreso de la Federación Regional Española de la Asociación Internacional de Trabajadores que se celebró en Madrid (España) en junio de 1874. 
A diferencia de los tres anteriores, el congreso se celebró en la clandestinidad ya que la Internacional había sido prohibida cinco meses antes por el general Serrano, nuevo jefe del gobierno y del Estado tras el triunfo del golpe de Pavía que puso fin a la República Federal. En el Congreso se decidió que ya no se celebrarían más congresos generales hasta que se recuperara la legalidad, siendo sustituidos por congresos «comarcales» (entiéndase regionales). En el Congreso se ratificaron las tesis anarquistas bakuninistas de la Internacional de Saint-Imier a la que la FRE estaba adherida desde su fundación en el Congreso de Saint-Imier de septiembre de 1872.

## Antecedentes
El 10 de enero de 1873, después del triunfo del golpe de Pavía y cuando estaba a punto de caer Cartagena, último reducto de la rebelión cantonal, el gobierno del general Serrano decretó la disolución de la Internacional en España  «considerando que los principios sostenidos y puestos en práctica por la Asociación Internacional de Trabajadores se oponen al derecho, a la moral y a la libertad de trabajo…». Sus locales fueron ocupados rápidamente por la Guardia Civil y su prensa clausurada. Seis días antes la Comisión Federal había valorado los últimos acontecimientos de esta forma: «La dictadura grotesca del apóstata Castelar y sus cómplices ha producido el golpe de Estado del 3 de enero de 1874. La dictadura civil ha caído para dejar su puesto a la dictadura militar, que ha disuelto a tiros la legalidad burguesa».
Inmediatamente la Comisión Federal acordó una serie de medidas para mantener la actividad de la FRE-AIT en la clandestinidad. En la circular n.º 38 emitida el 12 de enero recomendaba a las federaciones poner «en lugar seguro los documentos y objetos de importancia» y reiteraba la necesidad de dividir las secciones en grupos pequeños y secretos, «o adoptando la forma que cada federación en uso de su autonomía considere más acertada».  Alentaba a que los afiliados se defendieran en nombre de la justicia dentro o fuera «de la ley burguesa» —aduciendo que «los derechos naturales de asociación y reunión son anteriores y superiores a toda ley, y que nadie puede restringirlos ni atentar a su libre ejercicio»—, sin descartar el uso de la violencia, en vista de que las instituciones burguesas «se sostienen por la fuerza, sólo por la fuerza pueden ser derribadas». Así las Federaciones deberían «organizar todos los grupos revolucionarios que les sea posible, a fin de estar apercibidos y dispuestos para la acción revolucionario-socialista del proletariado». «La guerra social, la guerra de clases, la guerra entre pobres y ricos tantas veces provocada por la burguesía, no debe arredrarnos en lo más mínimo, porque tenemos la seguridad de que la Razón y la Justicia están con nosotros, y que el triunfo será de los hijos del Trabajo».
En la Circular núm. 41 del 16 de abril de 1874 la Comisión federal convocaba el IV Congreso de la FRE-AIT que finalmente se celebró secretamente en Madrid.

## Desarrollo
A pesar de las dificultades impuestas por la ilegalización, la FRE logró celebrar entre el 21 y el 27 de junio el Congreso secreto de Madrid (el IV de su historia) al que asistieron representantes de 48 Federaciones y en el que se aprobaron ayudas para las víctimas de la represión y se ratificaron los acuerdos tomados en el Congreso de Ginebra de la Internacional de Saint-Imier celebrado en septiembre del año anterior. En aquel momento la FRE estaba integrada por 198 federaciones locales con 347 secciones.
Se acordó que no habría más congresos generales de la FRE, siendo sustituidos por conferencias «comarcales» secretas «que se celebrarían sucesivamente, con la asistencia a cada una de ellas de un delegado de la Comisión federal, portador de la [sic] orden del día, de los acuerdos y de los votos, para resumirlos después en un todo común en el seno de la Comisión Federal». Se establecieron diez «comarcas»: Cataluña, Valencia, Aragón, Andalucía del Este, Andalucía del Oeste, Murcia, Castilla la Nueva, Castilla la Vieja, Extramadura y Vasco-Navarra-Santanderina. La primera conferencia «comarcal» importante —la catalana— se celebró en Sans el 10 de junio de 1875.
También se trató la cuestión de las huelgas sobre la que se acordó desaconsejar el empleo de la huelga general «como último medio pacífico de transformar la sociedad» y recomendar a los obreros, en su lugar, que «emprendan una vía franca y decididamente revolucionaria, consagrando todos sus esfuerzos a preparar y organizar la gran revolución internacional». También se pidió «que se reduzca cuanto sea posible el número de huelgas parciales; que no se aprovechen y favorezcan más que desde el punto de vista de la propaganda y de la organización». Asimismo se proclamó «el deber de represalia» mientras se les denegaran a los trabajadores sus derechos. De esta forma la FRE optó por la vía insurreccionalista y se empezó «a dar alas al nihilismo (represalias personales, incendios de la propiedad) que poco después iba a alcanzar grandes vuelos, especialmente en Andalucía».
Esta orientación más radical y violenta ya se había manifestado antes de la celebración del Congreso. Así en el Manifiesto hecho público en marzo se decía que desde hoy y hasta que la revolución social haya triunfado

todo explotador, todo ocioso que viva de la renta, todo capitalista parásito… [que nos haya infligido] una ofensa grave o haya violado nuestros derechos, caerá bajo los golpes de un brazo invisible, y sus propiedades serán entregadas al fuego…

En la Memoria de la Comisión Federal que presentó el delegado de la FRE en el Congreso de Bruselas de la Internacional anarquista de Saint-Imier con fecha del 23 de agosto de 1874 se decía también:

Tenemos la satisfacción de anunciaros que algunos infames explotadores no insultarán más a los obreros, ya que algunas casas, fábricas, etc., han sido consumidas por las llamas... Esta guerra de clases costará más caro a los explotadores, que perderán su propiedad, que a nosotros, pobres, que no tenemos nada que perder porque ellos nos lo han robado todo.

Según Clara Lida la celebración del Congreso de Madrid constituyó la prueba de la capacidad de la FRE para desarrollar en circunstancias tan adversas «originales patrones clandestinos de organización, de propaganda y de resistencia» —otra prueba sería la prensa clandestina, «cuya abundancia y aparición en coyunturas tan poco propicias no deja de sorprender»—. Además consiguió mantener el contacto con los internacionalistas europeos «por medio de viajes, correspondencia, presencia en o adhesiones a reuniones secretas», y enviar delegados a todos los Congresos de la Internacional anarquista.